# リディツェ記念碑
リディツェ記念碑（リディツェきねんひ、Lidice Memorial）とは、第二次世界大戦中に、ナチス政権支配下のベーメン・メーレン保護領において発生したリディツェ虐殺に対するモニュメントである。
2006年にアメリカ合衆国国家歴史登録財に登録された。

## 歴史
リディツェ記念碑は当時チェコスロバキアの一部であったリディツェ村への賛辞・貢物として機能した。1942年、ベーメン・メーレン保護領を担当し、リディツェの破壊及び虐殺に関与したラインハルト・ハイドリヒはエンスラポイド作戦により暗殺される。これに対しナチ下の組織・秩序警察の手によりほぼすべての市民が殺害もしくは分散された。ウィスコンシン州・フィリップスにあるこのモニュメントは1944年に設置された。